# Botond Roska
Botond M. Roska (* 17. Dezember 1969 in Budapest) ist ein ungarischer Neurowissenschaftler am Friedrich Miescher Institute for Biomedical Research in Basel und am Institute of Molecular and Clinical Ophthalmology der Universität Basel. Er gilt als führend auf dem Gebiet der (noch experimentellen) Wiederherstellung verlorenen Sehvermögens.

## Leben und Wirken
Roska wurde als Sohn eines Computerwissenschaftlers und einer Pianistin in Budapest geboren. Er erwarb nach einem Musikstudium an der Franz-Liszt-Musikakademie (Violoncello, 1985–1989) und parallel zu einem Mathematikstudium an der Eötvös-Loránd-Universität (1991–1995) an der Semmelweis-Universität (alle in Budapest) einen M.D. als Abschluss des Medizinstudiums (1989–1995). Eine mögliche Musikerkarriere hat Roska aufgrund einer Verletzung aufgegeben.
2002 erhielt er bei Frank S. Werblin an der University of California, Berkeley, einen Ph.D. in Neurobiologe mit der Arbeit Vertical interactions among parallel image representations in the rabbit retina. Als Postdoktorand arbeitete Roska bei Constance L. Cepko und Markus Meister an der Harvard University.
2005 erhielt Roska am Friedrich Miescher Institute for Biomedical Research eine eigene Forschungsgruppe, 2014 wurde er Professor an der Medizinischen Fakultät der Universität Basel. Er ist gemeinsam mit Hendrik Scholl einer der beiden Gründungsdirektoren des Instituts für molekulare und klinische Augenheilkunde (Institute of Molecular and Clinical Ophthalmology, IOB), das 2018 seinen Betrieb aufgenommen hat und überwiegend von der Universität Basel und seinen Einrichtungen getragen wird. Volker Busskamp zählt zu Roskas Schülern.
Roska befasst sich mit der Neurobiologie des Sehens auf der Ebene der einzelnen Nervenzelle und auf der Ebene von neuronalen Schaltkreisen von Retina, Thalamus und visuellem Cortex. Mittels molekulargenetischer Methoden konnte die Ursache verschiedener genetisch bedingter Formen von Erblindung aufgeklärt werden. Unter Anwendung moderner Methoden wie Optogenetik und Gentherapie werden im Tierexperiment nicht-Photorezeptor-Zellen zu künstlichen Photosensoren umgeformt, was sich zu einer Therapie der Blindheit beim Menschen entwickeln soll.
Seit 2011 ist Roska Mitglied der European Molecular Biology Organization und seit 2020 Mitglied der Academia Europaea. 2018 wurde er mit dem Bressler Prize der Lighthouse Guild, einer führenden Non-Profit-Organisation auf dem Gebiet der Bekämpfung von Erblindung, und dem W. Alden Spencer Award der Columbia University, 2019 mit dem Louis-Jeantet-Preis und dem Cloëtta-Preis ausgezeichnet. 2020 erhielt er den Körber-Preis für die Europäische Wissenschaft. Für 2023 wurde ihm der Zülch-Preis zugesprochen. 2024 erhielt er den Wolf-Preis in Medizin (gemeinsam mit José-Alain Sahel).

## Schriften (Auswahl)
- K. Roesch, A. P. Jadhav, J. M. Trimarchi, M. B. Stadler, B. Roska, B. B. Sun, C. L. Cepko: The transcriptome of retinal Müller glial cells. In: J. Comp. Neurol. Band 509, 2008, S. 225–238. doi:10.1002/cne.21730.
- B. M. Gaub, K. C. Kasuba, E. Mace, T. Strittmatter, P. R. Laskowski, S. A. Geissler, A. Hierlemann, M. Fussenegger, B. Roska, D. J. Müller: Neurons differentiate magnitude and location of mechanical stimuli. In: Proc Natl Acad Sci U S A. Band 117, Nr. 2, 14. Jan 2020, S. 848–856. doi:10.1073/pnas.1909933117.
- J. A. Sahel, E. Boulanger-Scemama, C. Pagot et al.: Partial recovery of visual function in a blind patient after optogenetic therapy. In: Nat Med. Band 27, 2021, S. 1223–1229. doi:10.1038/s41591-021-01351-4.
- P. Wahle, G. Brancati, C. Harmel et al.: Multimodal spatiotemporal phenotyping of human retinal organoid development. In: Nat Biotechnol. Band 41, 2023, S. 1765–1775. doi:10.1038/s41587-023-01747-2.